# レオ・グライムル
レオ・グライムル（Leo Greiml, 2001年6月3日 - ）は、オーストリア・ニーダーエスターライヒ州ホルン出身のサッカー選手。シャルケ04所属。ポジションはDF。

## クラブ経歴
SVホルンなどのユースアカデミーを経て、2018年5月にSKラピード・ウィーンと契約。2018-19シーズンはチームIIで21試合に出場した後でトップチームに昇格。以降出場機会が増え、2020-21シーズンはトップリーグで21試合に出場。しかし、2021年10月に膝の前十字靱帯を断裂する重傷を負ってしまい、以降欠場となったが、2022年4月には1.FCケルンやTSG1899ホッフェンハイム、シャルケ04などからの関心が報じられた。
2022年4月13日、シャルケ04と3年契約を締結し、同年7月から加入することが発表された。

## 代表経歴
プロデビュー前の2017年から、各ユース世代のオーストリア代表に随時招集されている。